# Sarcoglottis lobata
Sarcoglottis lobata är en orkidéart som först beskrevs av John Lindley, och fick sitt nu gällande namn av Patrick Neill Don. Sarcoglottis lobata ingår i släktet Sarcoglottis och familjen orkidéer. Inga underarter finns listade i Catalogue of Life.